# Chiesa di San Lorenzo (San Marcello Piteglio)
La chiesa di San Lorenzo è un edificio religioso situato a Spignana, nel comune di San Marcello Piteglio, nella provincia di Pistoia, in Toscana.

## Storia
La chiesa risulta documentata negli elenchi delle decime a partire dal XIII secolo. La scritta 1201, scolpita su di un concio al lato sinitro dell'edificio, può essere indicativa dell'anno di fondazione. Nel corso delle epoche successive, la struttura fu modificata più volte, nel XVIII secolo in particolare.
La parrocchia dipese dalla pieve di Santa Maria Assunta di Lizzano fino al 1551-1568. A seguito della ritrovata autonomia di governo civile con la vicina Lancisa ebbe facoltà di avere fonte battesimale e curato propri.
Dagli archivi diocesani si accenna al fatto che a inizio '800 la parrocchia fosse stata eretta a pieve. Non trovando però conferma documentale, il 20 aprile 1937, il vescovo di Pistoia Giuseppe Debernardi elevò la cura di Spignana a prioria.

## Descrizione

### L'esterno
L'impianto è a navata unica con facciata a capanna, ornata di un rosone a vetrata rappresentante il santo patrono, così come la lunetta esterna, sul portale d'entrata, e in asse questi sono sormontati da una piccola tettoia. Sull'architrave in pietra serena del portone d'ingresso persiste una scritta, parzialmente rovinata, dove si riconoscono poche parole che recitano: Templa Sacerdoti. Sul lato sinistro troviamo un portale secondario e in alto tre monofore; altre due si notano nel presbiterio, mentre sul lato destro se ne osserva una soltanto.

### L'interno

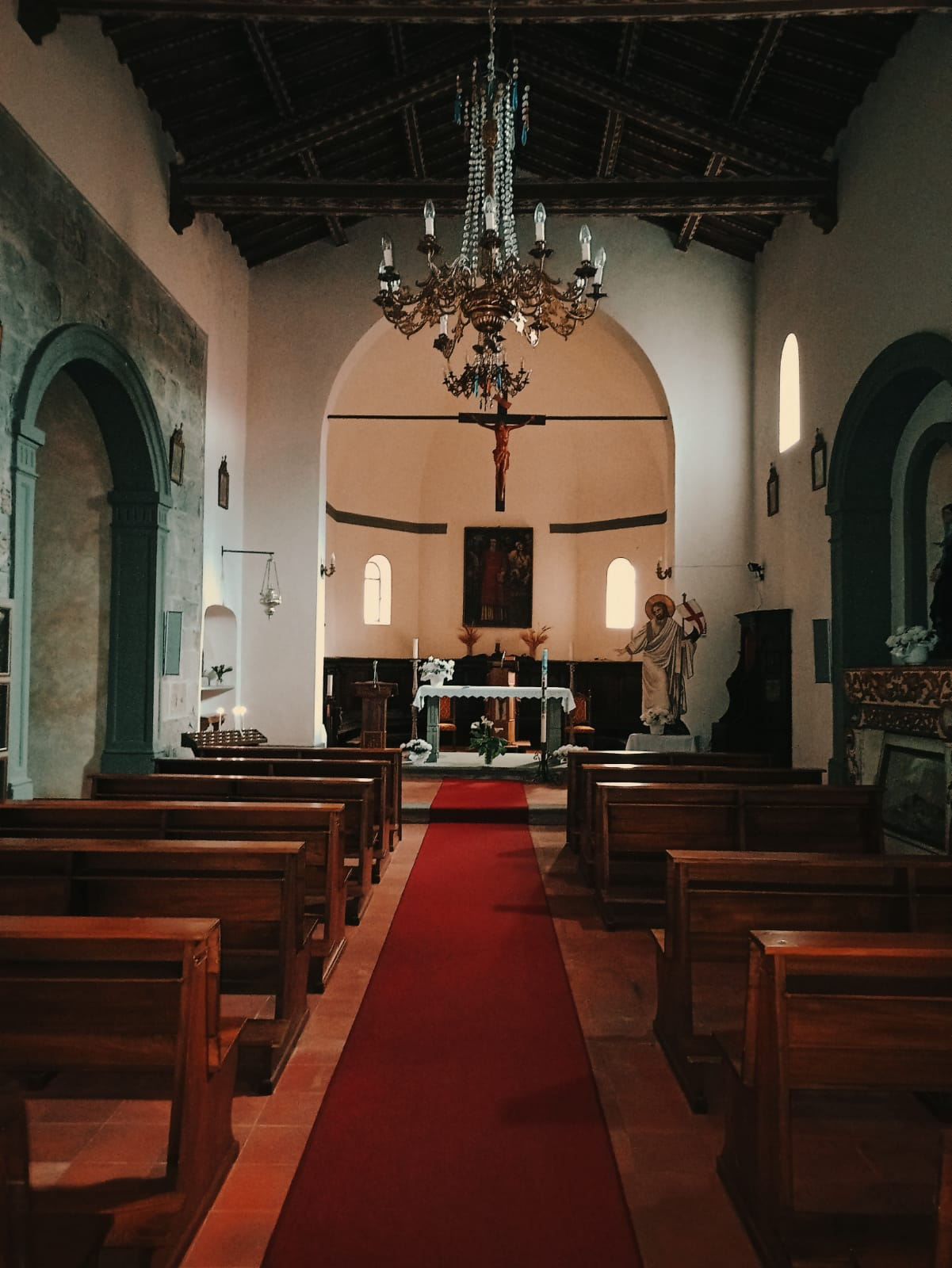
Interno visto dal portale

Struttura a nave unica semplice con abside ottagonale e finestre laterali con archi a tutto sesto in stile romanico. I muri sono caratterizzati da uno strato spesso di intonaco con la presenza di alcune nicchie dove in una di queste è posto, nei pressi del presbiterio, il Santissimo (tabernacolo eucaristico). Le altre edicole ospitano statue sacre in cartapesta. Sono presenti due altari votivi ai lati, uno ligneo derivato dal recupero del vecchio altare maggiore; l'altro in pietra e stucco all'interno dell'unica cappella presente nell'edificio (dedicata alla Madonna del Rosario), caratteristica per l'assenza di intonacatura e per essere l'accesso alla torre campanaria. Ai lati dell'altare si osservano a destra l'accesso alla sagrestia, mentre a sinistra l'ingresso al corridoio di collegamento con la casa canonica. L'ambiente è ornato da manufatti lignei (armadio confessionale, sedute absidali per i coristi) e da una serie di opere pittoriche fra cui spicca il quadro dedicato al santo patrono.

### Galleria d'immagini

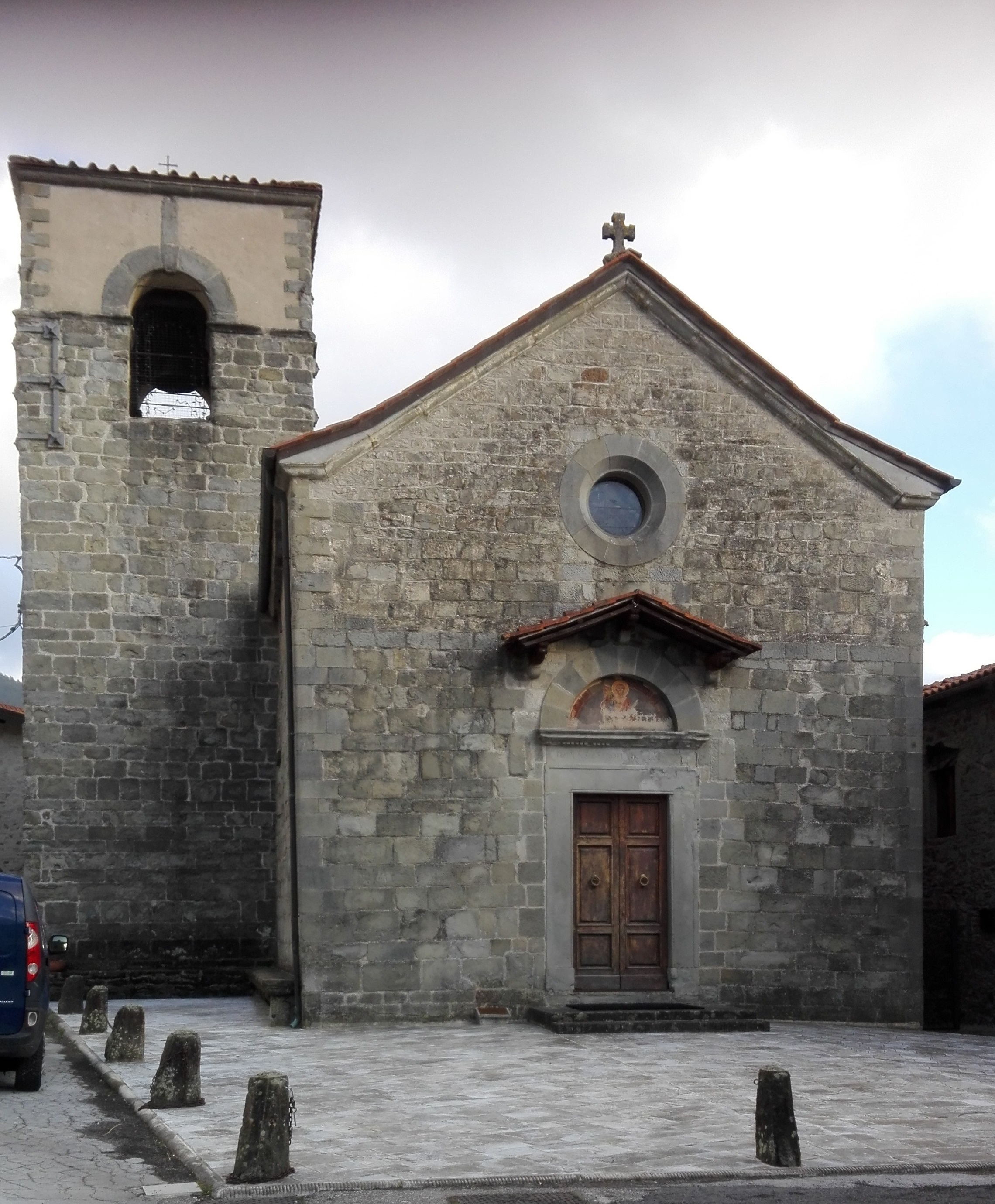
L'edificio prima del restauro di portone e lunetta
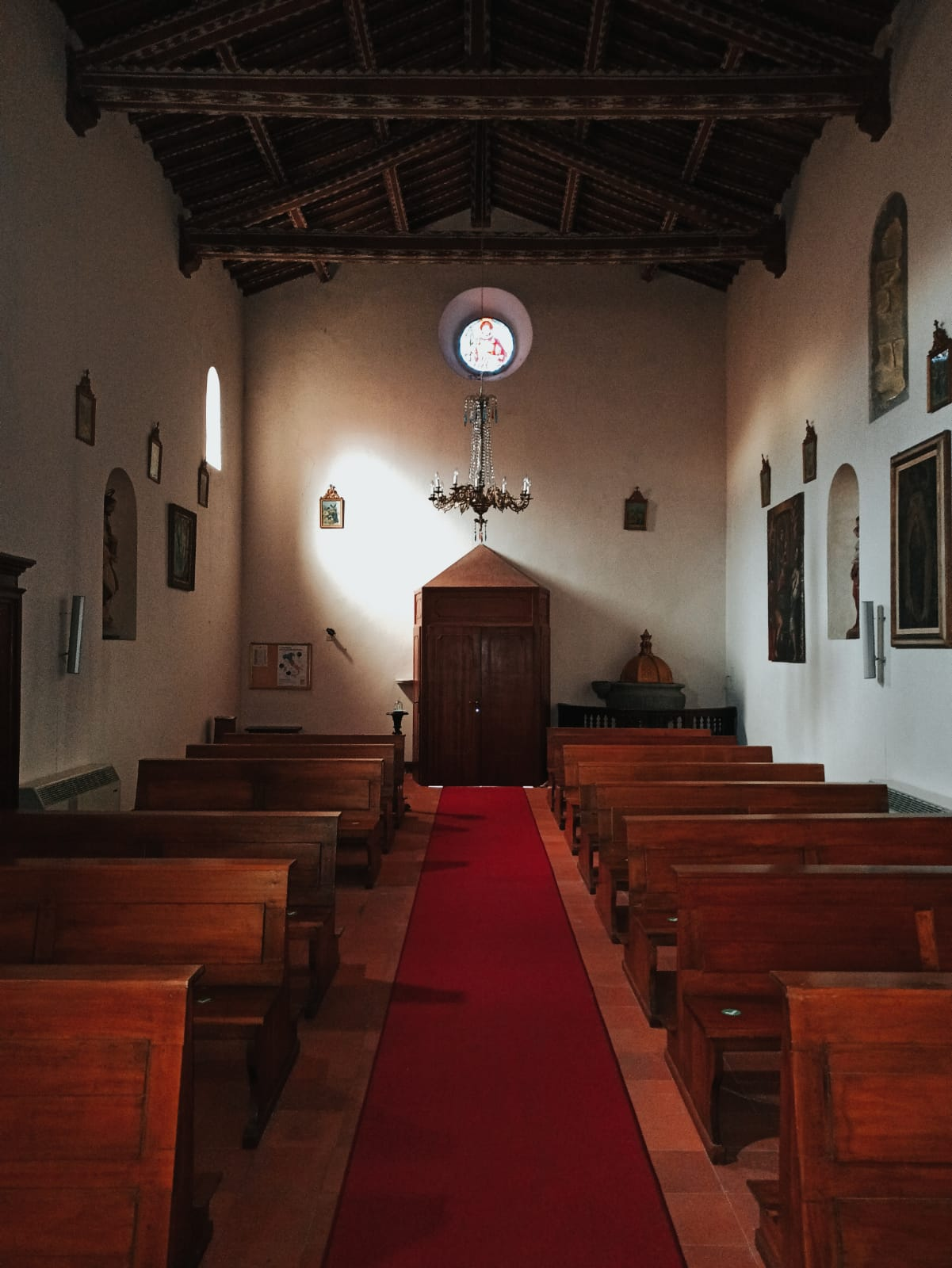
Interno chiesa vista altare
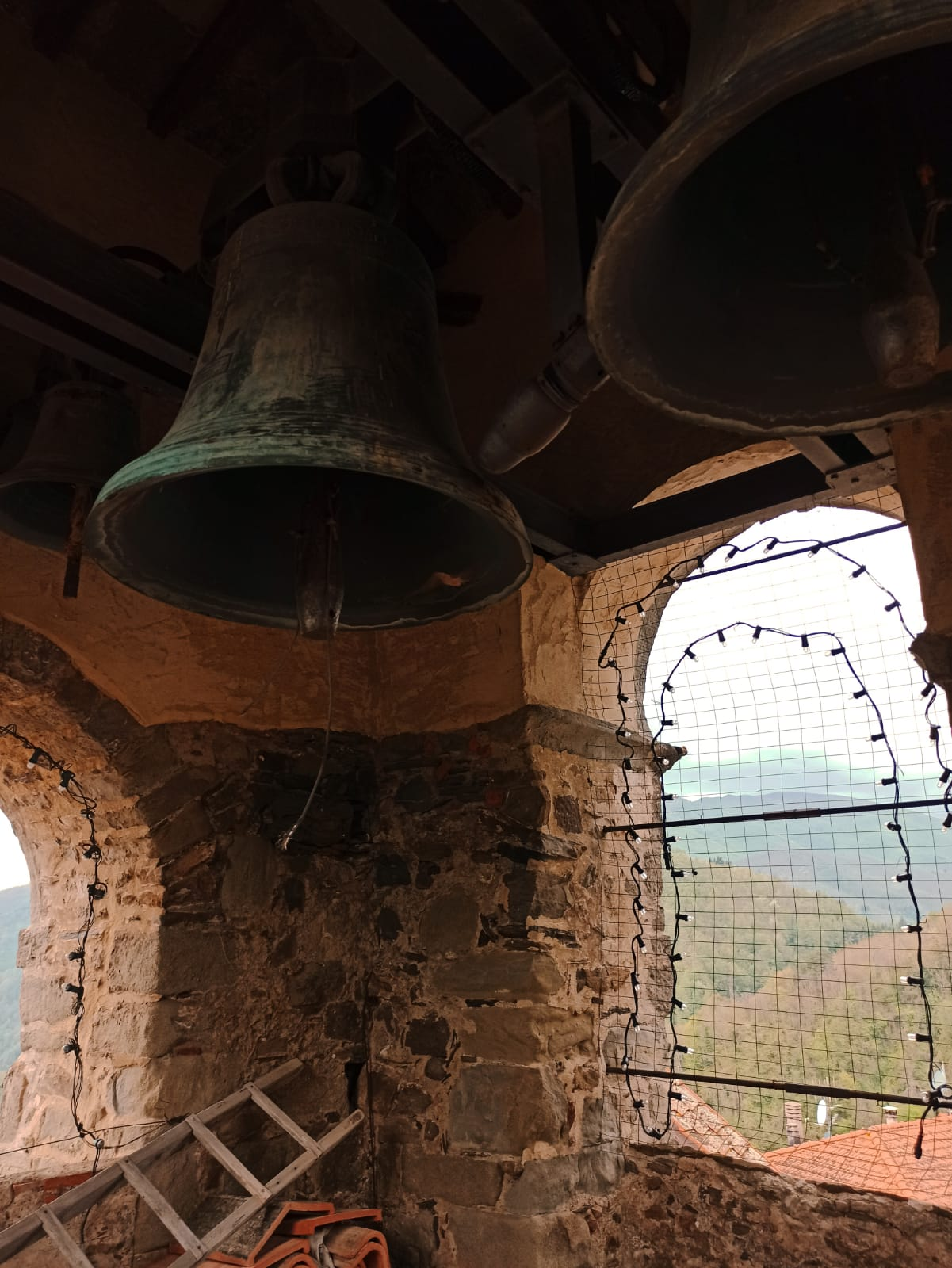
Interno cella campanaria